# Seven Psychopaths
Seven Psychopaths (bra: Sete Psicopatas e um Shih Tzu; prt: Sete Psicopatas) é um filme britano-estadunidense de 2012, do gênero comédia de ação, coproduzido e dirigido por Martin McDonagh. É estrelado por Colin Farrell, Sam Rockwell, Woody Harrelson, Tom Waits e Christopher Walken. Seven Psychopaths é o segundo filme consecutivo do diretor Martin McDonagh com o ator Colin Farrell no papel do protagonista, depois de In Bruges. Foi exibido pela primeira vez no Festival de Toronto em 7 de setembro de 2012, no festival venceu o prêmio Midnight Madness. Em 12 de outubro de 2012 foi lançado nos Estados Unidos e em 4 de janeiro de 2013 no Brasil.
Mickey Rourke desistiu de The Expendables 2 para estrelar o filme. Mais tarde ele saiu de Seven Psychopaths após ter desentendimentos com o diretor McDonagh, chamando-o de um "babaca". Ele foi substituído por Woody Harrelson.

## Sinopse
Marty Faranan (Colin Farrell) é um escritor que tem o sonho de terminar o seu livro chamado Sete Psicopatas. Seu melhor amigo é Billy Bickle (Sam Rockwell), um ator desempregado que ganha a vida sequestrando cachorros e recolhendo a recompensa de seus donos ao entregar os cachorros a salvo. Billy tem um parceiro de crime chamado Hans (Christopher Walken), um homem religioso que possui uma esposa com câncer terminal, Myra. Marty entra na trama quando Billy sequestra um Shih Tzu de um mafioso chamado Charlie Costello (Woody Harrelson).

## Elenco
- Colin Farrell como Marty Faranan
- Sam Rockwell como Billy Bickle
- Woody Harrelson como Charlie Costello
- Christopher Walken como Hans Kieslowski
- Tom Waits como Zachariah Rigby
- Abbie Cornish como Kaya

## Prêmios e Indicações
| Data              | Prêmio                                | Categoria                                     | Indicação                                        | Resultado |
| ----------------- | ------------------------------------- | --------------------------------------------- | ------------------------------------------------ | --------- |
| Setembro de 2012  | Toronto International Film Festival   | People Choice Award – Midnight Madness        | Martin McDonagh                                  | Venceu    |
| Outober de 2012   | London Film Festival                  | Mehor Filme                                   | Martin McDonagh                                  | Indicado  |
| Dezembro 2012     | Boston Society of Film Critics Awards | Melhor Elenco                                 |                                                  | Venceu    |
| Dezembro de 2012  | San Diego Film Critics Society Awards | Melhor Atuação (Elenco)                       |                                                  | Indicado  |
| Dezembro de 2012  | San Diego Film Critics Society Awards | Melhor Ator Coadjuvante                       | Christopher Walken                               | Indicado  |
| Fevereiro de 2013 | BAFTA (British Academy Film) Awards   | Melhor Filme Britânico                        | Martin McDonagh, Graham Broadbent e Pete Czernin | Indicado  |
| Fevereiro de 2013 | Irish Film & Television Awards        | Melhor Ator em um papel principal em um filme | Colin Farrell                                    | Indicado  |
| Fevereiro de 2013 | Irish Film & Television Awards        | Melhor Diretor de Filme                       | Martin McDonagh                                  | Indicado  |
| Fevereiro de 2013 | Irish Film & Television Awards        | Melhor Roteiro de Filme                       | Martin McDonagh                                  | Indicado  |
| Fevereiro de 2013 | Independent Spirit Awards             | Melhor Roteiro                                | Martin McDonagh                                  | Indicado  |
| Fevereiro de 2013 | Independent Spirit Awards             | Melhor Ator Coadjuvante                       | Sam Rockwell                                     | Indicado  |
| Junho de 2013     | Saturn Awards                         | Melhor Filme de Horror ou Suspense            |                                                  | Indicado  |
| Junho de 2013     | Saturn Awards                         | Melhor Roteiro                                | Martin McDonagh                                  | Indicado  |